# Inmigración catalana en Estados Unidos

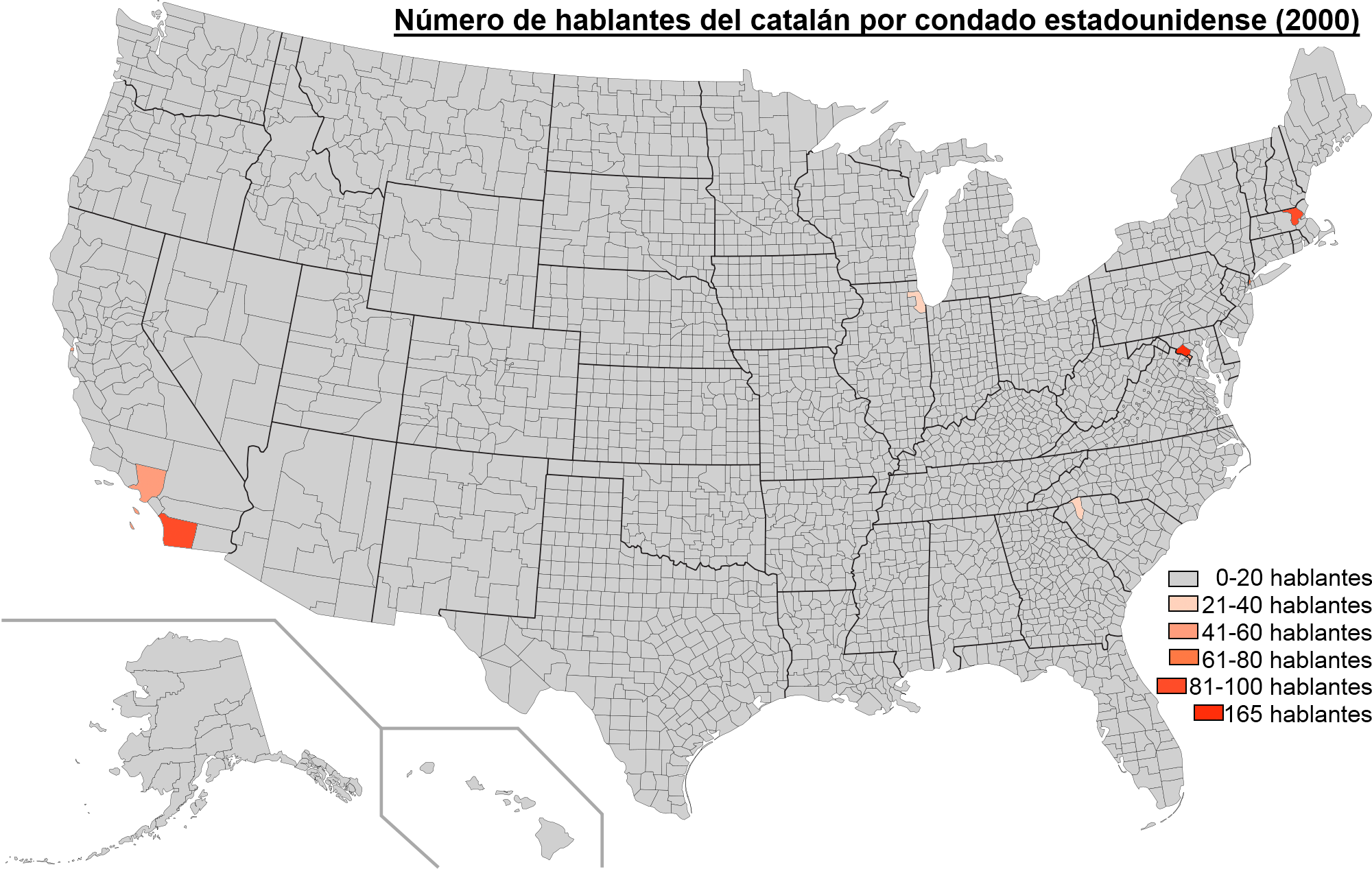
Mapa de los condados estadounidenses con su distribución de hablantes del idioma catalán según el censo de 2000

Los catalano-estadounidenses o estadounidenses de origen catalán (en inglés: Catalan Americans, en catalán: Catalano-estatunidencs) son ciudadanos de los Estados Unidos con ascendencia catalana por su linaje y que se autoidentifican como tales. Forman parte de la inmigración española en Estados Unidos. El grupo está formado por ciudadanos naturalizados nacidos o residentes en territorio estadounidense, por sus descendientes y, en un grado menor, por ciudadanos o residentes de origen catalán que vinieron de América Latina y que todavía se reconocen de linaje catalán, la mayoría procedentes de España y del Rosellón francés.
Los catalano-estadounidenses se identifican con el código 204 "Catalan American" a partir del cuestionario ampliado del censo de los Estados Unidos del año 2000, con el nombre "Catalonian", catalán en inglés. Un total de 1738 individuos respondieron con dicho código en el cuestionario de censo, de los cuales, 1.660 indicaron ser capaces de hablar catalán. Como dicho cuestionario se reparte entre 1 de cada 6 domicilios, cabe deducir que el número de catalano-americanos podría alcanzar la cifra de 10.000 personas.